# Франсуа Гране
Франсуа Гране́, повне ім'я Франсуа Маріу́с Гране́ (фр. François Marius Granet; 17 грудня, 1775, Екс-ан-Прованс — 21 листопада, 1849, там само) — французький художник.

## Біографія, ранні роки
Народився в місті Екс-ан-Прованс, 27 кілометрів на північ від порту Марсель. Майбутній художник мав просте, недворянське походження. Його батько працював на будівництві муляром. У хлопця були художні здібності. Художнє навчання розпочав в муніципальній школі малювання, де його керівником був художник Жан-Антуан Константен (1756—1844), пейзажист.
1794 року Франсуа Гране відбув у місто Тулон, де працював художником-декоратором.
На нього звернув увагу граф Огюст де Форбен (1777—1841), котрий сприяв переїзду молодика в Париж та влаштуванню у 1798 році на навчання в майстерню уславленого Жака-Луї Давіда. Огюст де Форбен, аристократ і офіцер, сам був художником-аматором і сам навчався в майстерні Давіда. Після виходу у відставку присвятив власне життя вивченню мистецтва. Він стане другим директором Наполеонівського музею, назву котрого змінять на Лувр при відновленні монархії у Франції та остаточного усунення від політики Наполеона Бонапарта. Першим директором музею був Домінік Віван-Денон.
Перебування в майстерні Жака-Луї Давіда не було тривалим. Невдовзі граф Огюст де Форбен та Франсуа Гране відбули у Італію. По поверненню у Париж Франсуа Гране влаштувався на працю у Лувр.

## Перебування в Італії (1802—1824)

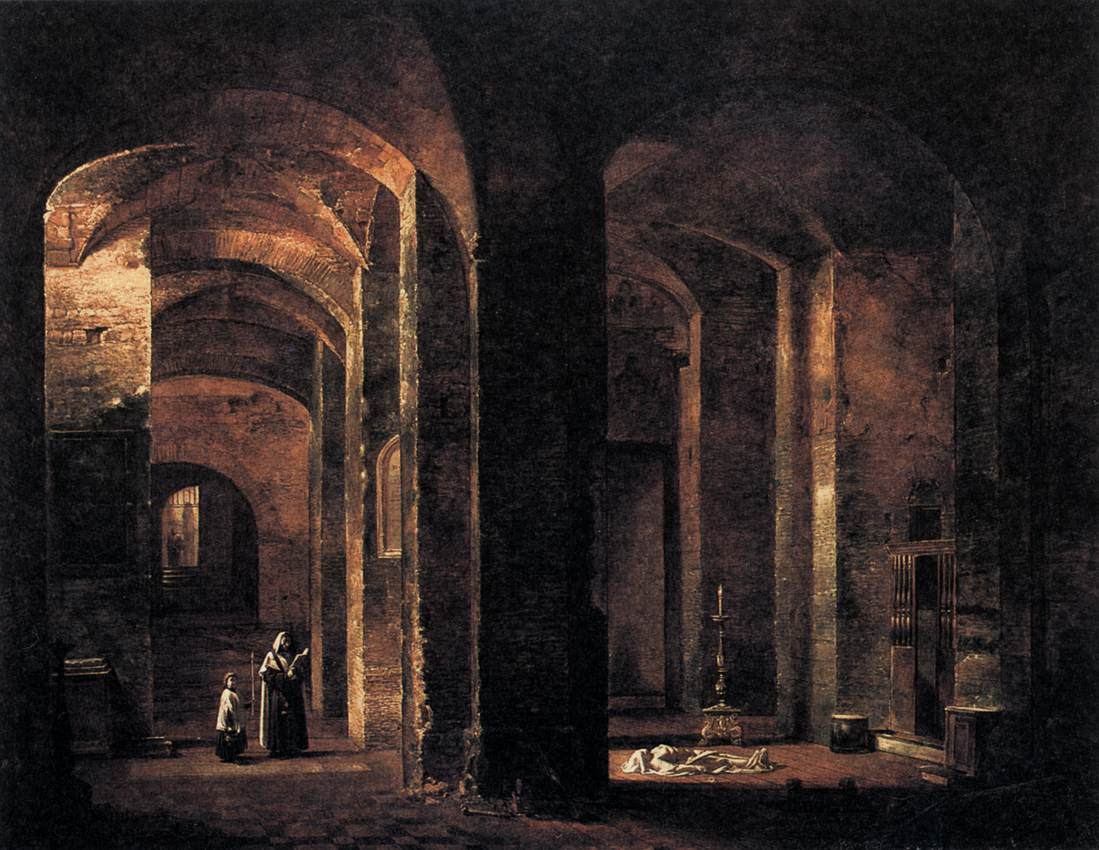
Франсуа Гране. «Крипта в Сан Мартіно аї Монті, Рим», 1806 р.

1802 року через Марсель разом з покровителем графом де Форбеном Франсуа Гране відбув у Рим. Італія та Рим на 22 роки стануть другою домівкою для художник. Він радо відвідує римські храми і все більше працює не з уяви, а йде від натури і натурних замальовок. Він створив чимало картин з інтер'єрами римських церков і каплиць, створював пейзажі в стилі спокійного реалізму. Пізніше картини цього періоду неправомірно будуть порівнювати з творами Каміля Коро, художника меншого обдарування.
На французького митця звернули увагу римські меценати, він користувався підтримкою французького кардинала Феша та генерала Молле. Перебуваючи в Римі Франсуа Гране не переривав художніх зв'язків з Парижем і надсилав туди на виставки власні твори.
1813 року його обрали членом гільдії св. Луки в Римі. 1819 року монархічний уряд Франції надав йому орден Почесного легіону.

## Повернення у Париж і адміністративні посади
1824 року він повернувся з Італії вже в монархічний Париж. Завдяки втручанню друга і покровителя графа де Форбена він отримав посаду зберігача в Королівському музеї, швидко перейменованого з Наполеонівського музею. Назва музею не втримається і її замінять на нейтральну — Лувр.
1833 року художник Франсуа Гране отримав посаду зберігача в палацово-парковому ансамблі Версаль, котрий почали перетворювати на музейний комплекс. Король Франції наказав перетворити покинутий Версаль на музей слави Франції. Серед завдань Франсуа Гране того часу — збори експонатів і декор Галереї Баталій в палаці Версаль. Помпезний музей було відкрито 1837 року.

## Стилістика творів Франсуа Гране

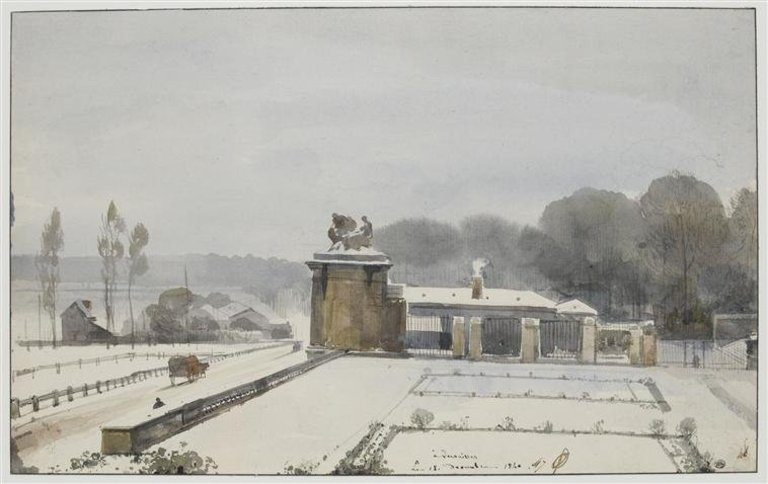
Франсуа Гране. Вхід до Версальського парку з боку оранжереї, грудень 1840 р., акварель. Лувр

На творчу манеру Франсуа Гране помітно вплинули картини його першого вчителя, художника Константена. У близькій стилістиці працював і його покровитель, граф де Форбен, що теж цікавився зображеннями архітектури.
Перебування в майстерні Жака-Луї Давіда не навернуло Гране ні до стилістики французького класицизму, як і пізніше до стилю наполеонівського ампіру.
У пору революційного нехтування церквою провінційний художник чимало здивував паризьких відвідувачів виставок картинами з побуту католицьких монастирів та непарадними, суворими зображеннями церковних інтер'єрів. Гране був правовірним католиком і провінціалом і не сприйняв нововведення та атеїстичні зрушення французької революції 1789–1793 рр.
Франсуа Гране, особа спокійного художнього темпераменту, переніс власні зусилля на проблеми освітлення, часто романтичного спрямування та на створення особливої, утаємниченої атмосфери власних картин. Навіть його картини так званого історичного жанру з життя художників західноєвропейського минулого — різновид зображень суворих, непарадних інтер'єрів, тільки з фігурами.
Незвично сміливими були його замальовки та акварелі, настільки, що справляли враження творів зовсім іншого художника (акварелі з зображеннями парку Версаля тощо.)
Відданість католицизму дивацькі поєднувалась у поведінці художника з вільним ставленням до моралі та власних пристрастей. В Італії він закохався в Нана Апполіні, що була в шлюбі з іншим чоловіком. Роками вони жили втрьох і навіть перебрались втрьох у Францію.

## Музей імені Гране
1848 року в Парижі відбулась чергова революція. Старому на той час художнику всі тривоги цього періоду були ні до чого. Він покинув Париж і перебрався у рідний Екс-ан-Прованс. Перебування в рідному місті він витратив на створення художнього музею, куди перейшла низка і його творів. Місцевий музей Гране не є, однак, меморіальним музеєм митця.

## Обрані твори (неповний перелік)

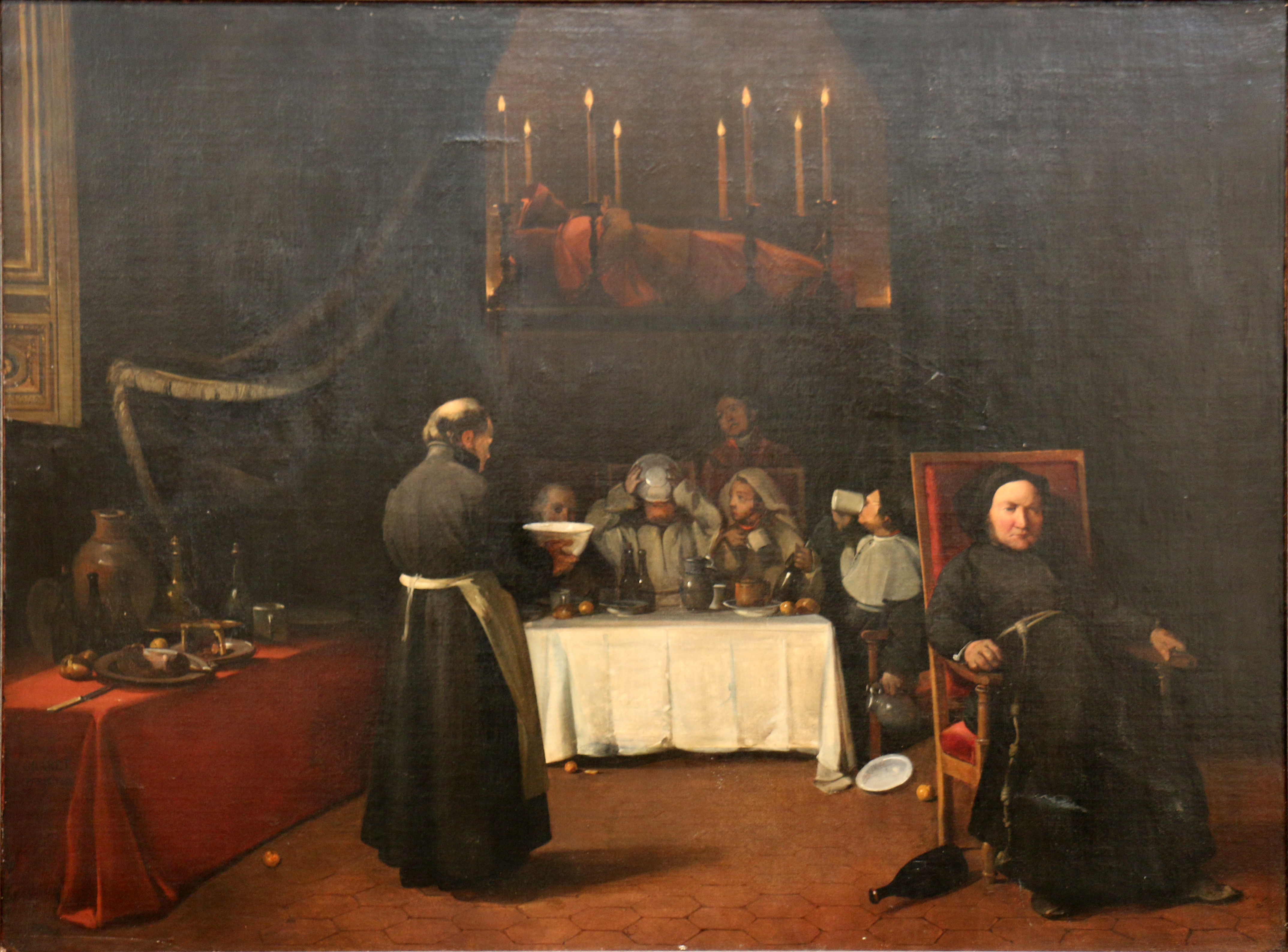
Франсуа Гране. «Поминальна трапеза в монастирі»

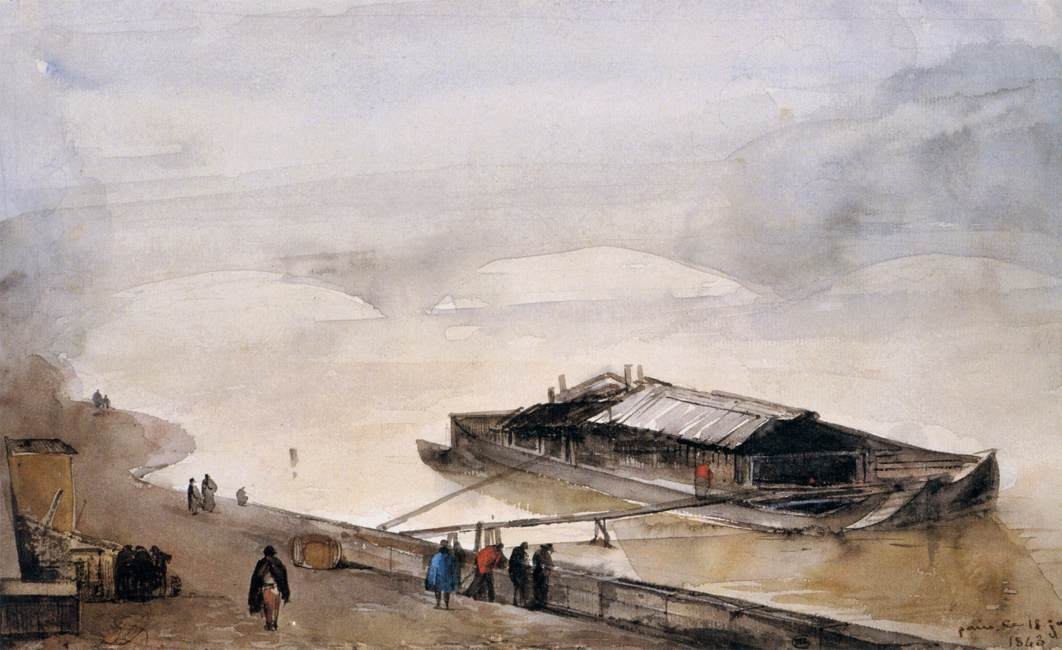
Франсуа Гране. «Баржа на річці Сена», акварель

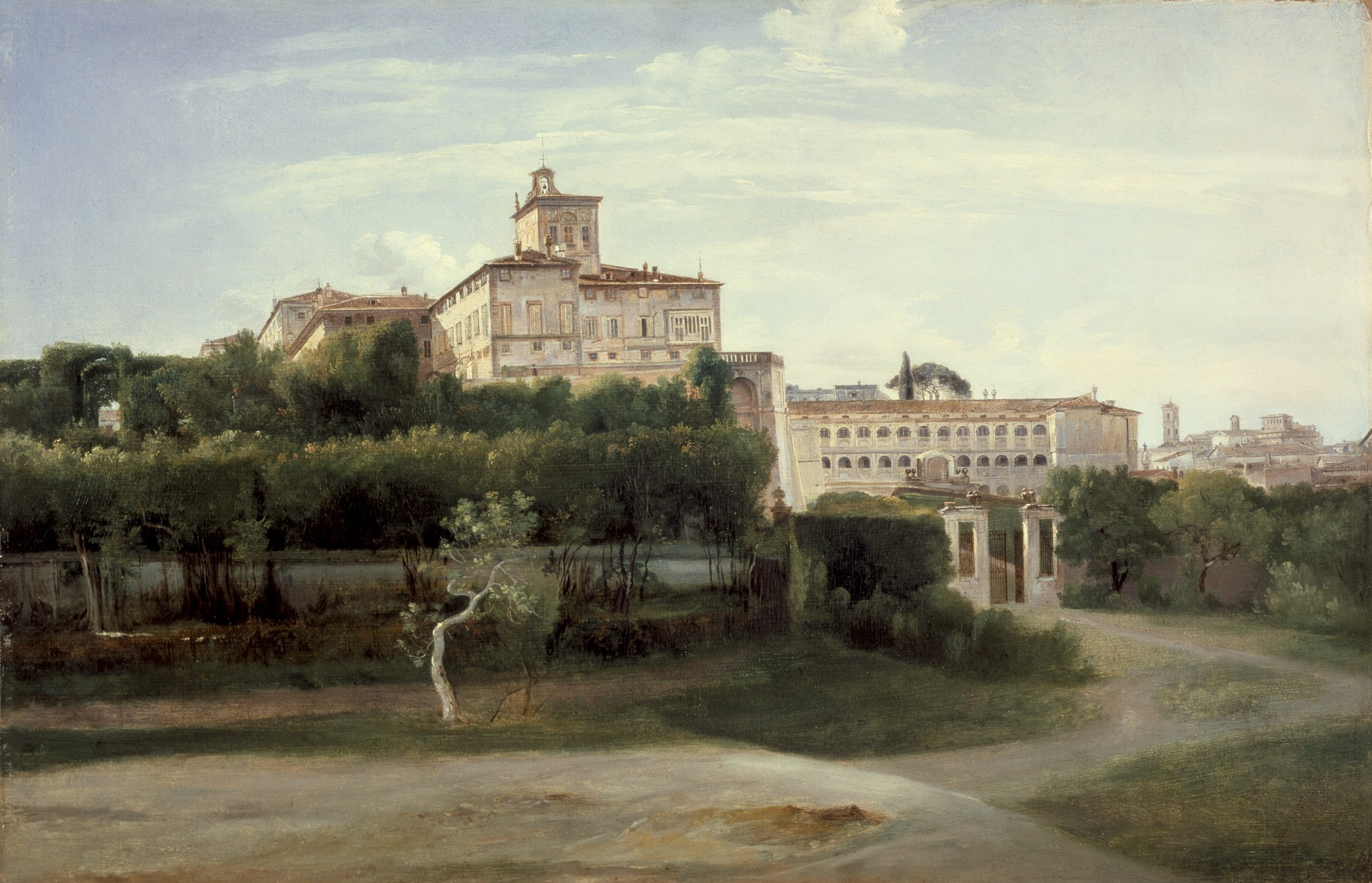
Франсуа Гране. «Краєвид з Квирінальським палацом, Рим», бл. 1806 р.

- «Врожай гарбузів у Мальвала», 1796
- «Автопортрет», 1797
- «Жебраки в печері»
- «Італійський пейзаж»
- «Вілла д'Есте, Рим»
- «Пейзаж з дахами Риму»
- «Внутрішній простір Колізею, Рим»
- «Терми імператора Діоклетіана, Рим»
- «Нижня церква св. Франциска Ассізького»
- «Внутрішній двір монастиря Санта Марія дельї Анжелі, Рим»
- «Поминальна трапеза в монастирі»
- «Краєвид з Квирінальським палацом, Рим», бл. 1806
- «Крипта в Сан Мартино аі Монті, Рим», 1806 р.
- «Дворик картезіанського монастиря з дзвіницею»
- «Тріумфальна арка у Вольта Торетта поблизу Тіволі»
- «Церква Санта Трініта деі Монті та вілла Медічі, Рим», 1808
- «Художник Стелла у в'язниці», 1810
- «Інтер'єр церкви в Субіако», 1818
- «Хор в каплиці церкви капуцинів на площі Барберіні, Рим», 1818
- «Баржа на річці Сена», акварель
- «Чернець в келії», 1828
- «Савонарола у в'язниці», 1830
- «Лікування черниці в монастирі», 1830
- «Викуп полонених християн з в'язниці в Алжирі», 1831
- «Сен Луї звільнив французьких в'язнів у Дамьєтте», 1831
- «Смерть художника Ніколя Пуссена», 1833
- «Голова католицького ченця», 1833
- «Нострадамус, астролог короля Карла IX», 1846
- «Автопортрет з палітрою в похилому віці»

## Обрані твори (галерея)

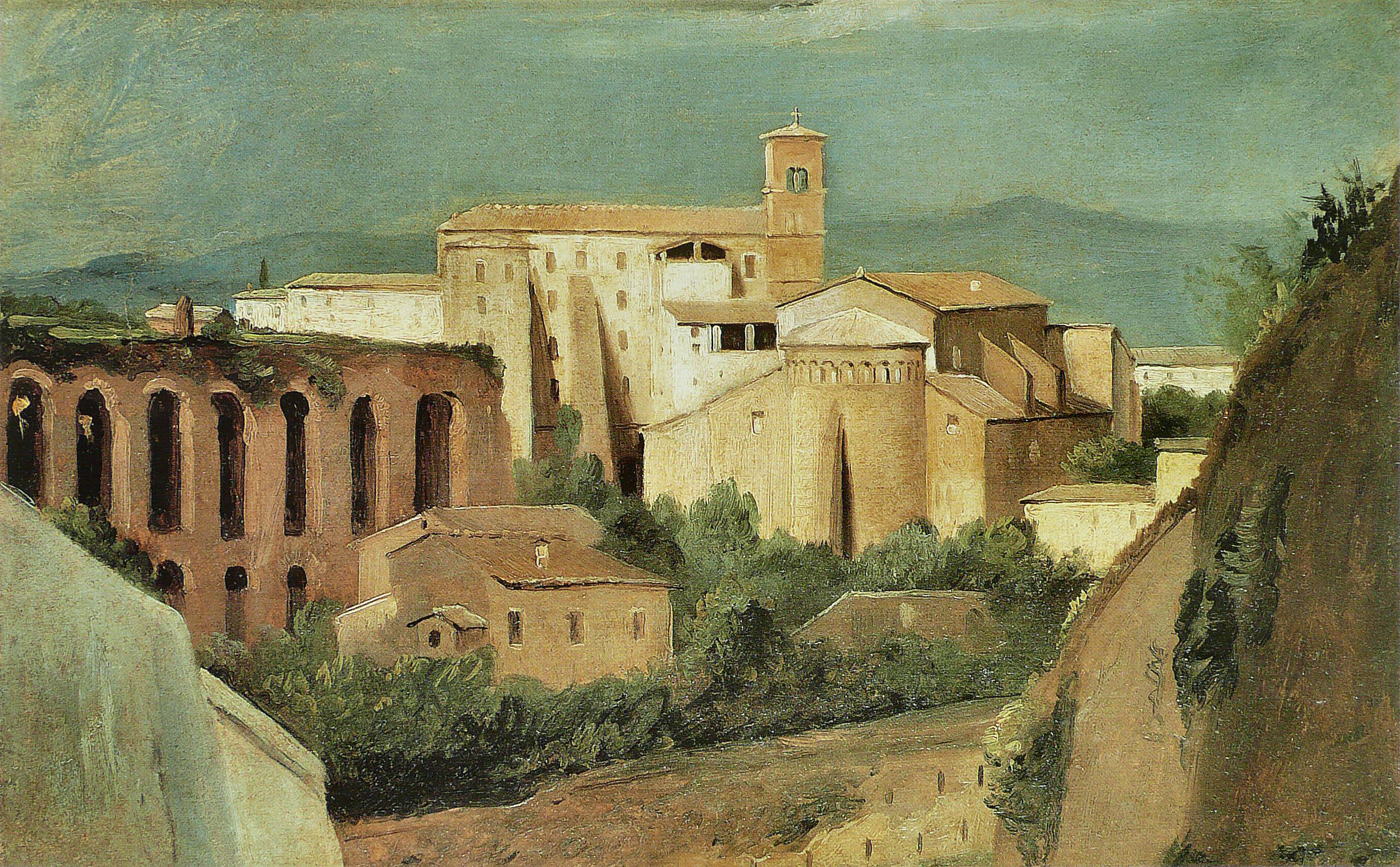
Франсуа Гране. «Базиліка свв. Івана та Павла, Рим»

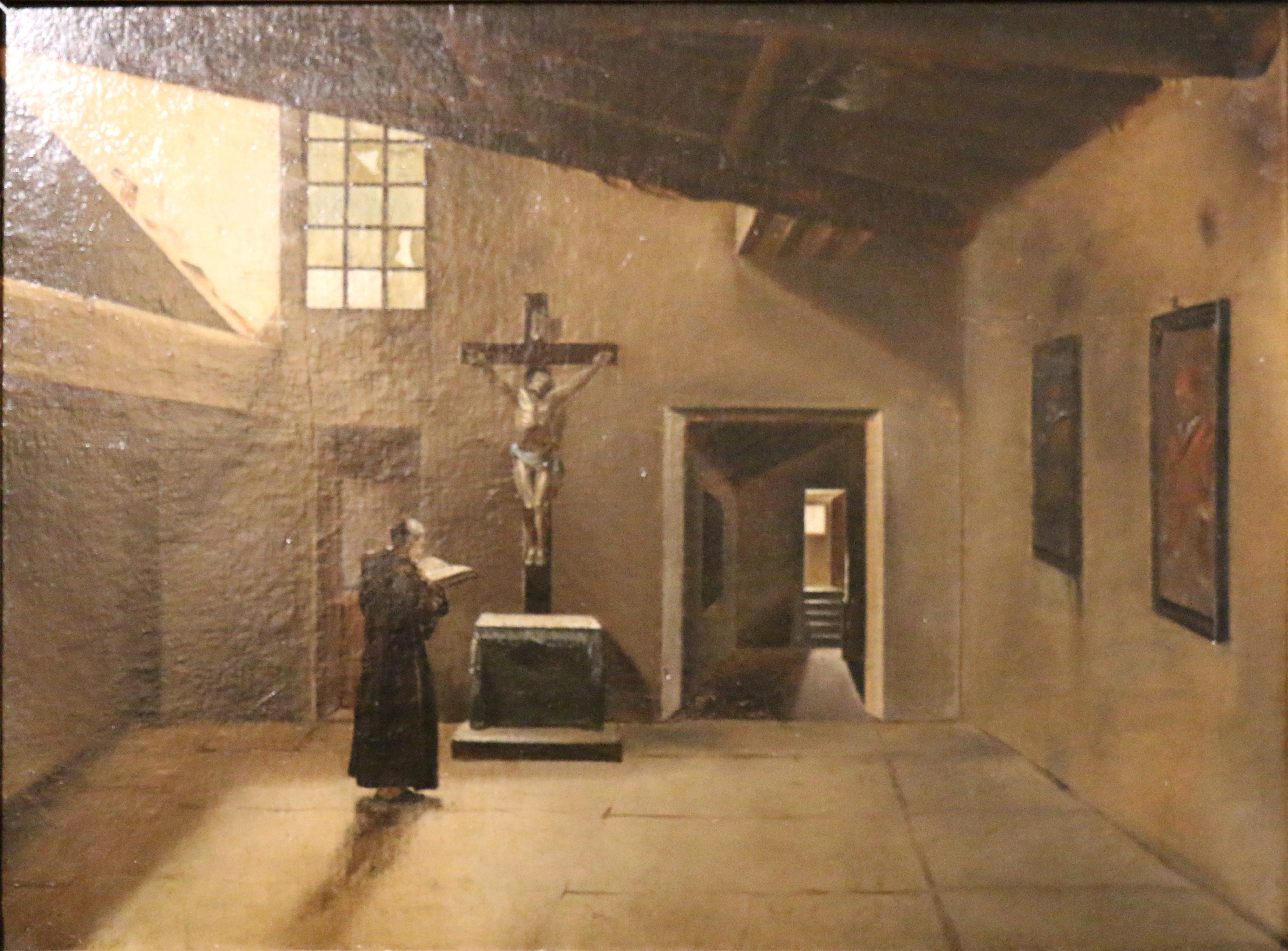
Франсуа Гране. «Молитва перед розп'яттям»
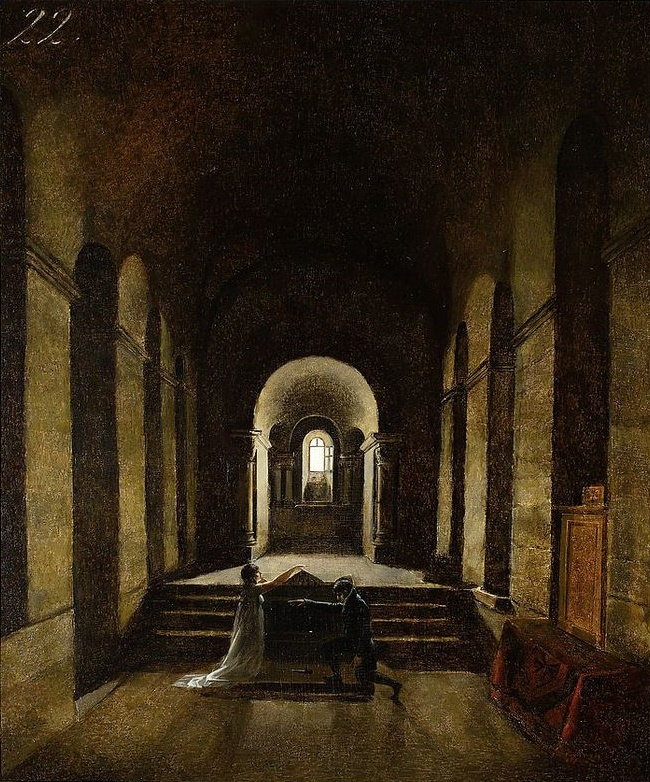
Франсуа Гране. «Інтер'єр каплиці», до 1830 р.
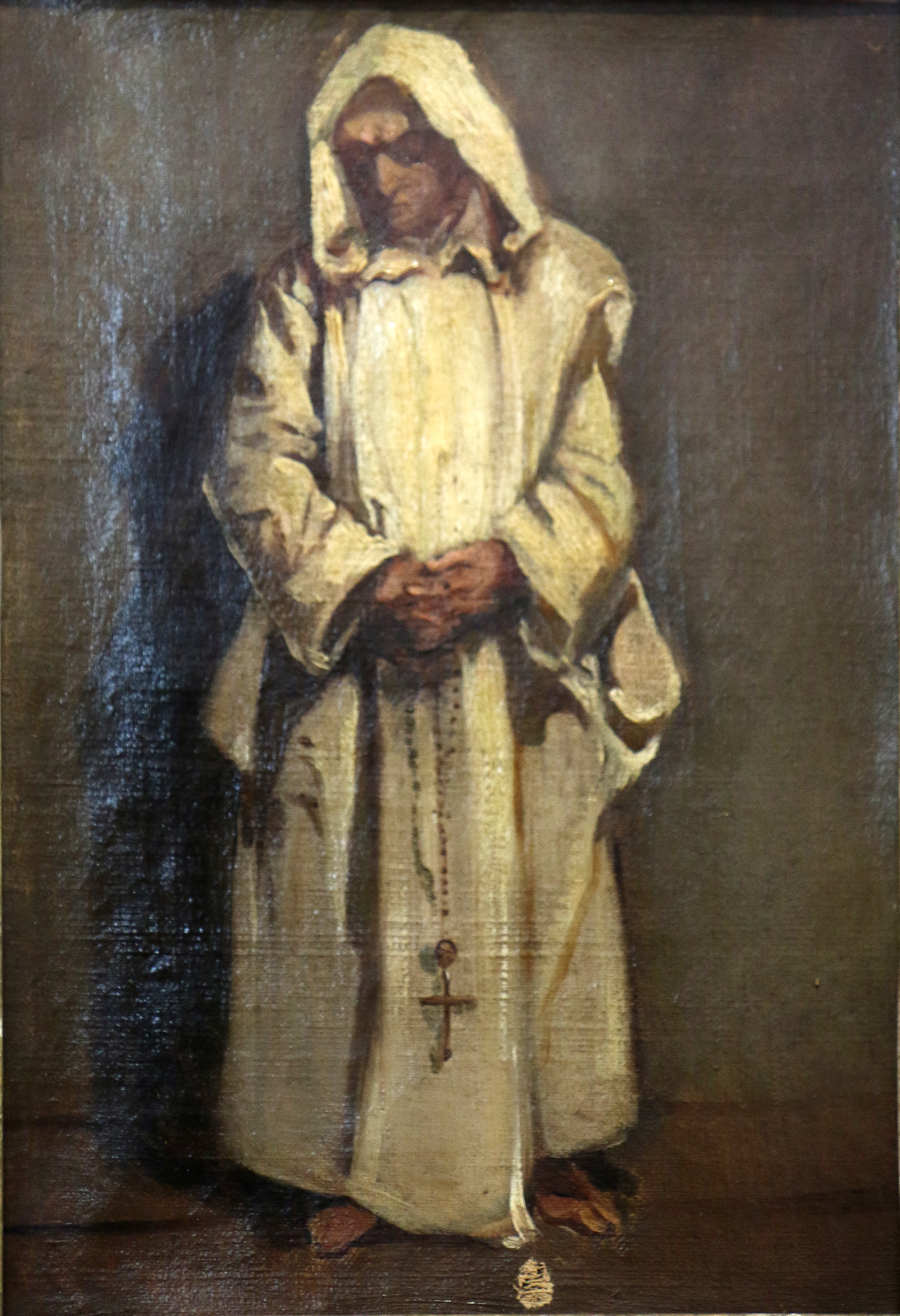
Франсуа Гране. «Чернець в білій сутані»
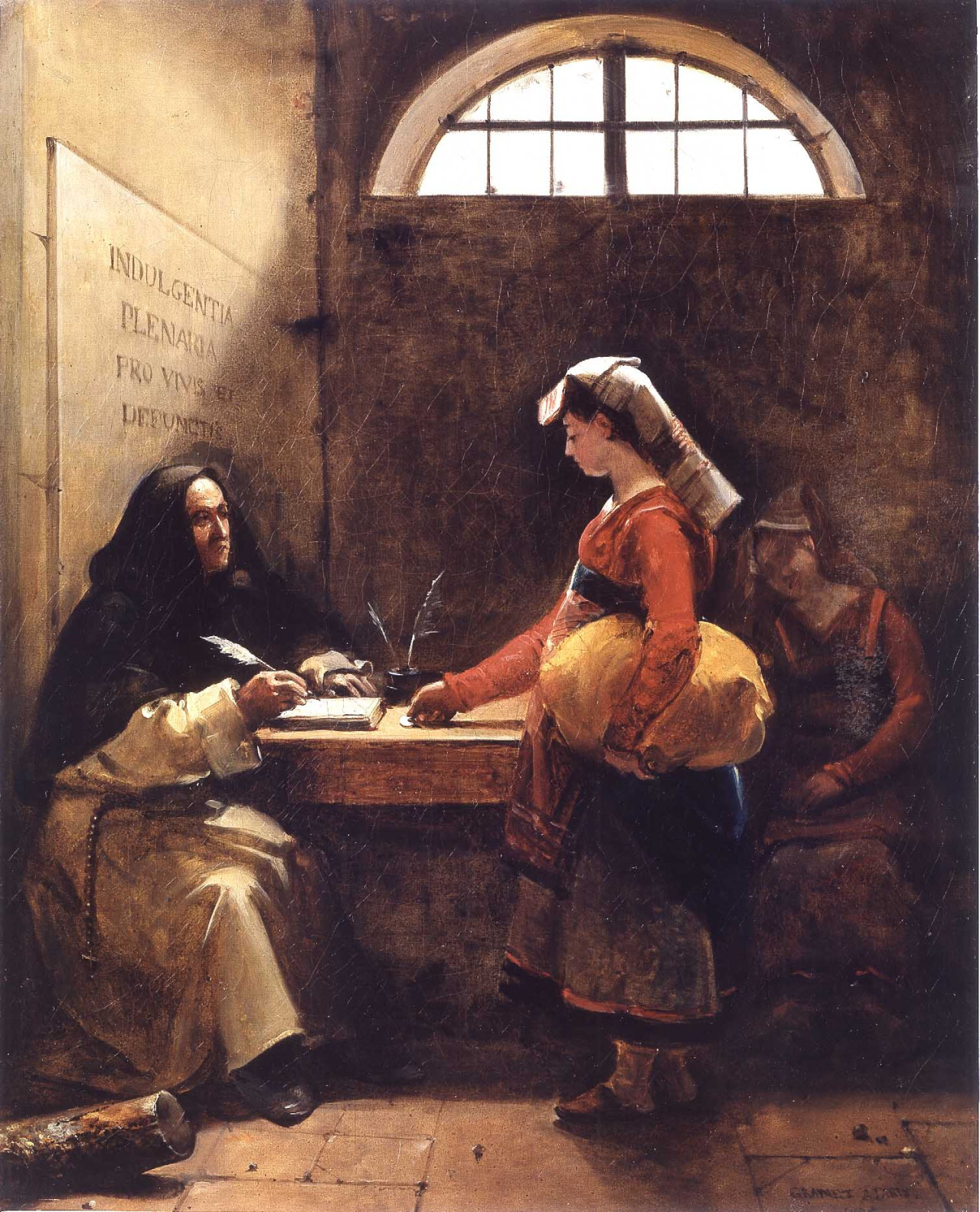
Франсуа Гране. «Дівчина купує індульгенцію в монастирі», 1825 р.